# Тигидий Перен
Секст Тигидий Перен (на латински: Sextus Tigidius Perennis, † ок. 185/186 в Рим) е римски телохранител и преториански префект по времето на императорите Марк Аврелий и неговия син Комод.
Тигидий Перен става преториански префект през 182 г. след екзекуцията на преторианския префект Патерн. Комод оставя управлението почти на префект Тигидий Перен, за да се отдаде на удоволствията си. Тигидий Перен отстранява няколко могъщи сенатори и взема тяхната собственост, подарява пари на войниците и дава на синовете си влиятелни военни служби.
Тигидий Перен е обвинен, че планува заговор против императора и ок. 185/186 г. по заповед на императора е екзекутиран от освободения Клеандър.